# Nichelle Nicholsová
Nichelle Nicholsová (28. prosince 1932 Robbins, Illinois, USA – 30. července 2022 Silver City, Nové Mexiko, USA), rodným jménem Grace Dell Nichols, byla americká zpěvačka a herečka, známá ztvárněním postavy Nyoty Uhury v seriálech a filmech ze světa Star Treku.

## Kariéra
V mládí pracovala jako tanečnice a zpěvačka, příležitostně hrála a věnovala se modelingu. Jako vokalistka se zúčastnila amerických a evropských turné s kapelami Dukea Ellingtona a Lionela Hamptona. S Genem Roddenberrym se setkala již při tvorbě jeho předchozího díla The Lieutenant.
V období mezi ukončením projektu seriálu Star Trek a natáčením celovečerních filmů z prostředí Star Treku, hrála ve filmech jako Doktore, vy si musíte dělat legraci, Made in Paris nebo Mister Buddwing. Společnost 20th Century Records vydala její singl „Shoop Shoop“ a později celé album Dark Side of the Moon, které obsahovalo i píseň „Gene“, kterou složila na počest tvůrce Star Treku.

### NASA
Vždy se zajímala o vesmír a kosmické lety. Účastnila se osmihodinové mise na palubě astronomické observatoře letounu C-141, při které byly analyzovány atmosféry Marsu a Saturnu ve vysoké nadmořské výšce. Společně s ostatními herci a tvůrci seriálu Star Trek se zúčastnila slavnostního ceremoniálu křtu prvního raketoplánu Enterprise. Pro NASA strávila také hodně času náborem menšin.

### Star Trek
V letech 1966 až 1969 hrála ve sci-fi seriálu Star Trek komunikačního důstojníka hvězdné lodi USS Enterprise, poručíka Uhuru. Ta je známá jako jedna z prvních černých žen, která v televizním programu nevystupovala pouze jako služka a která patřila do širšího okruhu hlavních postav seriálu.
Po ukončení natáčení první série seriálu uvažovala o ukončení svého působení v seriálu. Setkala se ale s Lutherem Kingem, který ji přesvědčil, že musí vytrvat, protože je vzorem černošským ženám a nositelkou změny tehdy ještě přežívající rasové segregace ve Spojených státech.
Známý je rovněž polibek Uhury a bělošského kapitána Kirka (William Shatner) v epizodě „Platónovy nevlastní děti“ vysílané 22. listopadu 1968, nesprávně označovaný za první mezirasový polibek v americké televizi. V letech 1973 a 1974 se Nicholsová podílela na animovaném seriálu Star Trek, kde nadabovala rovněž postavu Uhury. Tuto roli si dále ještě zopakovala v prvních šesti hraných filmech ze světa Star Treku (1979–1991).
Má hvězdu na Hollywoodském chodníku slávy.

## Osobní život
Z prvního krátkodobého manželství s Fosterem Johnsonem (vzali se i rozvedli v roce 1951) má syna Kylea. Podruhé byla vdaná v letech 1968 až 1972 za Dukea Mondyho, i toto manželství ale skončilo rozvodem.
Svůj volný čas zasvěcovala Star Treku a aktivně se účastnila různých setkáních fanoušků a sci-fi akcích. Se svými fanoušky a fanoušky Star Treku pravidelně komunikovala přes své oficiální stránky a účet na Twitteru.
Zemřela 30. července 2022 ve věku 89 let v Silver City v Novém Mexiku na srdeční selhání.